# Berdy Kerbabayev
Berdy Muradovich Kerbabayev (Turquemeno: Berdy Myradowiç Kerbabaýew; Tejen, 3 de março de 1894 — Asgabate, 3 de março de 1974) foi um escritor e político turquemeno. Tornou-se reconhecido por ser membro da Academia de Ciências do Turquemenistão na era soviética em 1951 e também membro do Partido Comunista da União Soviética de 1948 até a sua morte em 1974.

## Vida pessoal
Kerbabayev nasceu em 3 de março de 1894, na aldeia Kowki-Zeren, em Tejen, quando foi criado numa família de agricultores. Ele estudou na região até 1917 e continuou seus estudou em uma madraça, onde seguiu rigidamente a religião islâmica. O escritor turcomeno também ingressou em uma tropa e participou da Revolta Basmachi em maio de 1919; mais tarde, serviu na Guerra Civil Russa e no departamento político da Frente Transcapiana, quando se filiou ao Partido Comunista da União Soviética, já consolidada. Entre 1919 e 1924, trabalhou como instrutor de um distrito da cidade e chefe do departamento rural da educação nacional. Em 1927 e 1928, estudou no Instituto Oriental de Leningrado. De 1924 a 1934, ocupou o cargo de editor do jornal Turkmenistan e da revista Tokmak. Entre 1934 e 1936, foi o chefe da Administração da Ciência da RSS do Turquemenistão. Por oito anos, de 1942 a 1950, trabalhou como chefe da União dos Escritores do Turquemnsitão e depois foi eleito deputado do Supremo Soviete e membro da Comissão do Prêmio Stalin.
Ele teve dois filhos: Bairam, presidente de Histologia da Universidade Estadual do Turcomenistão, e Baki, diretor do Jardim Botânico Turcomeno, o qual era casado com Eugenia Annakulievna Artykova, com quem teve uma filha chamada Ailar.

## Carreira
Berdy Kerbabayev iniciou sua carreira literária em 1923, com 29 anos. Desde então, publicou inúmeros textos de diversos gêneros textuais; dentre eles, livretos, contos, poemas e romances. Além disso, traduziu para a língua turcomena textos de Alexander Pushkin, Mikhail Lermontov e Nikolai Gogol. Dos títulos mais conhecidos do escritor estão: Nascido de um Milagre, Aspiração, Mundo de Garotas, Quem Ganhou? e Para uma Nova Vida.